# Simone Cattaneo
Simone Cattaneo (Saronno, 4 febbraio 1974 – Saronno, 10 settembre 2009) è stato un poeta italiano.

## Biografia
Simone Cattaneo è nato il 4 febbraio 1974. Sue poesie sono state pubblicate su riviste come “Atelier”, “La clessidra”, “Hebenon”, “Poesia”, “Letture”, “Graphie”, “Tratti”, “Clandestino”,  ”La Mosca di Milano”, “Il primo amore” e “Ore piccole”. Hanno scritto sulla sua opera numerosi critici come Roberto Roversi, Roberto Carifi, Giuliano Ladolfi ed altri.
Fu membro della redazione della rivista Atelier che, tre anni dopo la scomparsa di Cattaneo, gli dedicherà un'ampia monografia.
Testi di Cattaneo sono stati inclusi in numerose raccolte, tra cui "L'Opera Comune" nel 1999, "Lavori di scavo" nel 2004 e "Demokratika. Antologia poetica" nel 2010.
È morto suicida, a Saronno, sua città natale, il 10 settembre 2009.

## Poetica
(Simone Cattaneo, Nome e soprannome)
Autore non in linea con la poesia coeva italiana, è stato spesso associato a poeti contemporanei stranieri come Simon Armitage. La durezza dei suoi testi e la scelta di un lessico aderente alla lingua parlata nel quotidiano lo hanno reso un autore controverso; ciò non gli ha tuttavia impedito di ricevere diversi riconoscimenti sia in vita che negli anni seguenti la sua scomparsa, tra cui un premio alla memoria nell'ambito del concorso nazionale di poesia "L'arte in versi" e un riconoscimento speciale nella XII edizione del premio biennale di poesia Diego Valeri patrocinato dal Comune di Piove di Sacco.
La lingua di Cattaneo, fortemente influenzata dai testi della musica anglofona e dalla narrativa americana, rappresenta un punto di rottura inedito con la tradizione poetica italiana ancora fortemente radicata in un canone inizionovecentesco. Per il critico letterario e scrittore Giorgio Anelli
Il percorso poetico di Cattaneo si caratterizza per un progressivo allontanamento da uno stile più tipicamente novecentesco e intimista nella direzione di una lingua sempre più asciutta ed essenziale e della cancellazione di qualsiasi distanza tra l'io narrante e i protagonisti dei suoi testi. Se in "Nome e soprannome" sono ancora riscontrabili tracce di un lirismo che lo stesso autore avrebbe in seguito dichiarato di voler superare, già in "Made in Italy" assistiamo a quel processo di radicalizzazione dello stile di Cattaneo verso una forma sempre più narrativa ed un lessico sempre più esplicito, scevro di eufemismi e di perifrasi, che rappresenta un unicum nella poesia italiana di quegli anni.
Per lo scrittore Nicola Vacca,
In "Peace & Love", completato da Cattaneo pochi mesi prima della morte e pubblicato postumo nel 2012, i testi si fanno sempre più violenti sia sul piano linguistico che su quello dei contenuti, la metrica è ormai totalmente piegata alle esigenze narrative e, sullo sfondo di una periferia milanese in crisi economica e morale, i testi di Cattaneo sembrano voler far esplodere ogni conflitto e ogni tabù, mettendo a nudo quel mondo di degrado, violenza e perversioni che si annida negli angoli bui della metropoli lombarda al di là della patina dorata della Milano da bere. Distanziandosi dai critici dell'ultraviolenza dal sapore tarantiniano di quest'opera, il Premio Strega Tiziano Scarpa, in un articolo apparso sul Corriere della Sera del 23 Settembre 2012, spiega che

## Eredità letteraria e influenza sulla cultura contemporanea
Il romanzo "Aspetta primavera, lucky" di Flavio Santi, pubblicato nel 2010, si conclude con un'accorata lettera indirizzata proprio a Cattaneo, scomparso l'anno precedente. Cattaneo figura anche tra i personaggi del romanzo di Andrea Temporelli "Tutte le voci di questo aldilà", edito da Guaraldi nel 2015, e nella poesia "Donna violata" di Roberto Roganti. Al poeta saronnese il cantautore Fabrizio Testa, frontman della band Il lungo addio, ha dedicato nel 2014 il brano "Saronno", contenuto nell'album "Morire".
Tra gli artisti che nel tempo hanno voluto interpretare la poesia di Cattaneo anche Davide Panizza dei Pop X, che ne ha tratto anche un remix e un videoclip,  nonché Giovanni Succi dei Bachi da pietra, che ne ha eseguito molte letture, alcune con sonorizzazioni elettroniche, alcune con campionamenti dai Pogues (tra i gruppi rock preferiti di Cattaneo e il cui album Peace & Love ispirò il titolo dell'omonima raccolta del poeta) proponendole sul suo profilo Patreon nel maggio 2020, durante il periodo del lockdown. Nel 2025 alcuni suoi testi vengono inclusi nel nuovo lavoro di Enomisossab.
Nel 2015 l'opera completa di Cattaneo è stata pubblicata in Spagna in un'edizione bilingue con testo originale a fronte e traduzione di Cecilia Palluzzi.
Intorno alla figura di Cattaneo sono state realizzate, nel tempo, anche pièce teatrali come "Le voci del fuoco" e racconti. Nel 2019 esce per Ladolfi editore "Simone Cattaneo. Di culto et orfico" dello scrittore e critico letterario Giorgio Anelli, opera interamente dedicata alla disamina della poetica di Cattaneo. Al poeta saronnese è dedicato la poesia "Tempo perso" di Andrea Italiano contenuta nella raccolta "La coca" (L'arcolaio editore, 2021).
Nel 2023 una selezione dei testi di Cattaneo è stata pubblicata dalla rivista messicana Replicante in una nuova traduzione spagnola a cura di Isai Cabrera González.

## Opere
- La pioggia regge la danza, Atelier, Milano 1999 (plaquette allegata alla rivista);
- Nome e soprannome, Atelier, Milano 2001;
- Made in Italy, Atelier, 2008;
- Peace & Love, Il ponte del sale, 2012;